# Bauhaus (musikgrupp)
För andra betydelser, se Bauhaus (olika betydelser)
Bauhaus var en brittisk musikgrupp bildad 1978 i Northampton, England. De hette från början Bauhaus 1919 för att anspela på den tyska konströrelsen. Bandet spelade en sorts mörk postpunk, och anses vara det första gothrock-bandet. Deras debutsingel "Bela Lugosi's Dead" (1979) blev förebilden för hur goth skulle låta. Själva ansåg de sin musik vara "mörk glamrock". Bandets debutalbum In The Flat Field tog sig till nr 1 på independent, och nr 72 på pop-listorna.
Gruppen fick 1982 en hit på UK Singles Chart med en coverversion av David Bowies "Ziggy Stardust" och senare ytterligare en topp 30-hit med "She's in Parties", men splittrades 1983. Några av medlemmarna fortsatte som Tones on Tail och Love and Rockets, medan Murphy bildade Dalis Car med Mick Karn och inledde en solokarriär. 1998 gjorde bandet en kort återförening för att genomföra några konserter i Los Angeles och sedan åka på en mindre turné. Dubbel-live-CD:n Gotham samt en live-DVD spelades in för att dokumentera återföreningen.
2005 återförenades bandet igen. 30 april 2005 genomförde bandet en konsert under Coachellafestivalen i USA för att sedan åka ut på en reguljär turné. 2008 gav bandet gav ut sitt sista album, Go Away White, och splittrades därefter.

## Medlemmar
Senaste medlemmar
- Peter Murphy (född Peter John Murphy 11 juli 1957 i Northampton, England) – sång, gitarr, keyboard (1978–1983, 1998, 2005–2008)
- Kevin Haskins (född Kevin Michael Dompe 19 juli 1960 i Northampton) – trummor (1978–1983, 1998, 2005–2008)
- David J (född David John Haskins 24 april 1957 i Northampton, bror till Kevin Haskins) – basgitarr, keyboard, munspel (1978–1983, 1998, 2005–2008)
- Daniel Ash (född Daniel Gaston Ash 31 juli 1957 i Northampton) – gitarr, keyboard, saxofon (1978–1983, 1998, 2005–2008)

Tidigaremedlemmar
- Chris Barber – basgitarr (1978)

## Diskografi
Studioalbum
- In the Flat Field (1980)
- Mask (1981)
- The Sky's Gone Out (1982)
- Burning From The Inside (1983)
- Go Away White (2008)

Livealbum

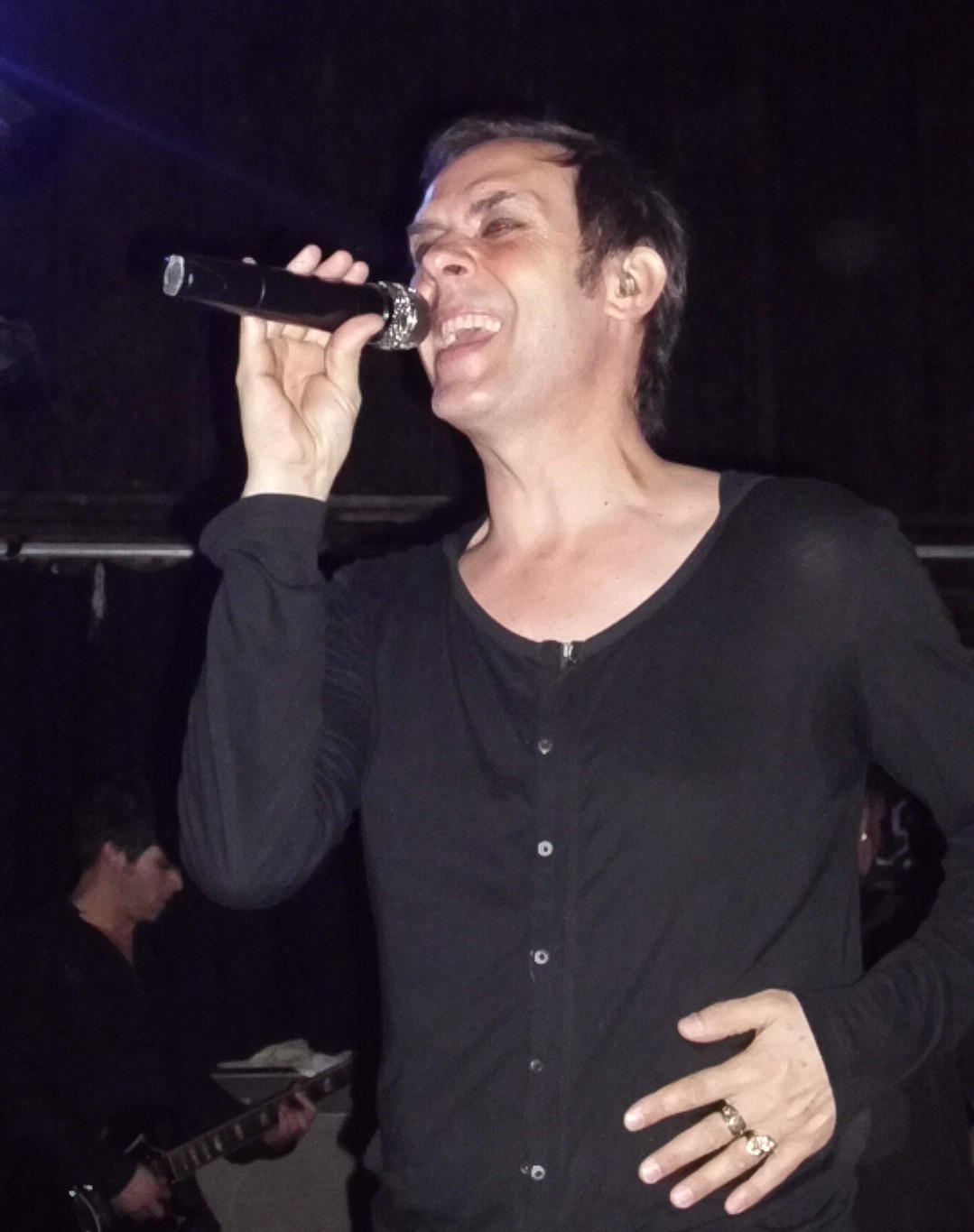
Peter Murphy, sångare och frontman i Bauhaus.

- Press Eject And Give Me The Tape (1982)
- Swing the Heartache: The BBC Sessions (1989)
- Rest in Peace: The Final Concert (1992)
- Live in the Studio 1979 (1997)
- Gotham (1999)
- This Is For Then (2009)

Samlingsalbum
- 1979-1983 (1985)
- Swing The Heartache: The BBC Sessions (1989)
- Crackle - The Best of Bauhaus (1998)

EPs
- Kick in the Eye (1982)
- 4AD (1983)
- The Singles 1981–1983 (1983)
- Bauhaus E.P. (1983)

Singlar
- "Bela Lugosi's Dead" (1979)
- "Dark Entries" (1980)
- "Terror Couple Kill Colonel" (1980)
- "Telegram Sam" (1980)
- "Kick in the Eye" (1981) (#59 på UK Singles Chart)
- "The Passion of Lovers" (1981) (UK #56)
- "Satori in Paris" (1982)
- "Spirit" (1982) (UK #42)
- "Ziggy Stardust" (1982) (UK #15)
- "Lagartija Nick" (1983) (UK #44)
- "She's in Parties" (1983) (UK #26)